# Dub v Žehuni
Dub v Žehuni je památný dub letní (Quercus robur L.), který roste na hrázi Žehuňského rybníka v obci Žehuň v okrese Kolín. Památný dub má obvod kmene přes 5 m a výšku asi 25 m. Pochází pravděpodobně z původní výsadby stromů při výstavbě rybníka a jeho stáří je tedy okolo 600 let. Památným stromem byl vyhlášen pro své stáří.